# Heinrich Rixner

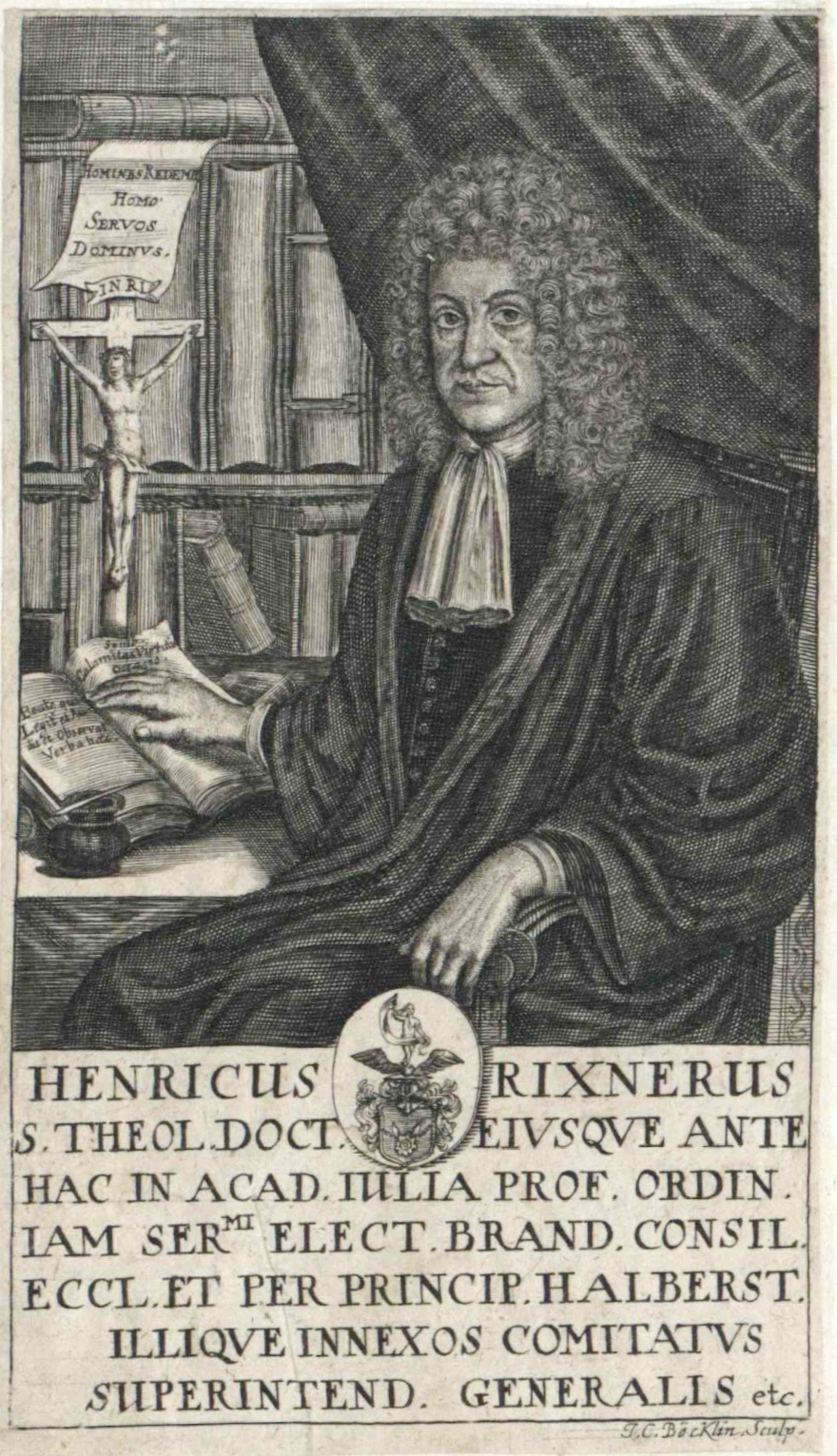
Heinrich Rixner, Stich von Johann Christoph Boecklin

Heinrich Rixner (* 8. Juni 1634 in Helmstedt; † 16. Dezember 1692 in Halberstadt) war ein deutscher evangelischer Theologe.

## Leben
Der Sohn des Helmstäter Bürgermeisters Jeremias Rixner (* 1599; † 30. Januar 1657) und seiner Frau Gertrude (* 1605; † 26. April 1678), Tochter des Helmstäter Bürgermeisters Heinrich Ernst und dessen Frau Walpurgis Gärtner, stammte aus einem alten Ratsherrengeschlecht, das in Magdeburg und Helmstedt seine Wurzeln hatte. Neben dem Schulbesuch an der Stadtschule seiner Heimatstadt wurde er von Privatlehrern unterrichtet und besuchte 1652 die Klosterschule in Ilefeld. Am 25. Mai 1653 bezog er die Universität Jena, um ein Studium der Philosophie und Theologie zu absolvieren.
Dazu besuchte er unter anderem die Vorlesungen an der theologischen Fakultät von Johannes Major, Johannes Musaeus und Christian Chemnitz (1615–1666) sowie die Vorlesungen an der philosophischen Fakultät von Daniel Stahl (1589–1654), Johann Zeisold (1599–1667), Johann Frischmuth (1619–1687) und Paul Slevogt (1596–1655). Er hatte sich zu jener Zeit vor allem auf dem Gebiet der Metaphysik ein großes Wissen angeeignet, worüber er auch einige Disputationen hielt und am 27. März 1655 zum Magister der philosophischen Wissenschaften avancierte. 1656 reiste er zu den Universitäten in Leipzig sowie Wittenberg und kehrte über diese nach Helmstedt zurück.
Hier hielt er private Vorlesungen, wurde am 24. Mai 1661 außerordentlicher Professor der Metaphysik, stieg am 15. Juni 1663 zum ordentlichen Professor der Metaphysik auf und übernahm dazu am 11. Mai 1664 die Professur der Physik. 1670 wurde er außerordentlicher Professor der Theologie und stieg nach seiner Promotion zum Doktor der Theologie am 14. Januar 1673 in eine ordentliche Professur auf. Am 11. Juni 1679 folgte er einem Ruf als Superintendent nach Halberstadt und wurde damit verbunden Pfarrer an der Martinikirche. Am 21. Mai 1683 wurde er Konsistorialrat und Generalsuperintendent des Fürstentums Halberstadt und der dazugehörigen Grafschaften Hohnstein und Reinstein.

## Familie
Rixner schloss am 31. Juli 1665 im Halberstädter Dom mit Anna Margarethe, die Tochter des königlich schwedischen Obristenleutnants Hans Schäfer seine Ehe. Aus der Ehe stammen zwei Söhne und zwei Töchter, die aber alle jung starben. Bekannt ist von den Kindern:
- Johann Jeremis Rixner (* und † 1666)
- Heinrich Rixner (* und † 1668)
- Magarethe Gertrud Rixner (* und † 1678)

## Werke Auswahl
Rixner hat neben verschiedenen Leichenpredigten, auch verschiedene Disputationen verfasst. Hinzu kommen einige Werke philosophischen sowie theologischen Inhalts.
- Institutiones theologiae moralis.
- Historiia sacra novi Testamenti.
- Liber de veterum Christianorum circa eucharistiam institutis et ritibus. Müller, Helmstedt 1671. (Digitalisat)
- Compendium metaphysicae. Müller, Helmstedt 1665. (Digitalisat)%2F%3FPPN%3Doai%3Adiglib.hab.de%3Appn_633112844&tx_dlf%5Bpage%5D=3
- Usus Metaphysicae Rixnerianus seu Henrici Rixneri ... Tractatus; Quo Principiorum Primae Philosophiae In Controversiis Ac Dogmatibus Theologicis Usus Et Abusus Succincte Ostenditur. Hamm, Helmstedt 1694. (Digitalisat)